# NGC 7602
NGC 7602 é uma galáxia espiral (S0-a) localizada na direcção da constelação de Pegasus. Possui uma declinação de +18° 41' 56" e uma ascensão recta de 23 horas, 18 minutos e 43,5 segundos.
A galáxia NGC 7602 foi descoberta em 3 de Novembro de 1864 por Albert Marth.